# Venezolanische Volleyballnationalmannschaft der Männer
Die venezolanische Volleyballnationalmannschaft der Männer ist eine Auswahl der besten venezolanischen Spieler, die die Federación Venezolana de Voleibol bei internationalen Turnieren und Länderspielen repräsentiert. Die Venezolaner nahmen an mehreren Weltmeisterschaften teil, ohne vordere Plätze zu erreichen. 2020 qualifizierten sie sich zum zweiten Mal für Olympische Spiele. In Südamerika sind sie die drittbeste Mannschaft hinter Brasilien und Argentinien.

## Geschichte

### Weltmeisterschaft
Venezuela war bei der Weltmeisterschaft 1960 erstmals dabei und wurde Zehnter. Bei den Turnieren von 1970 bis 1982 gab es Platzierungen zwischen 23 und 19. 1986 und 1990 belegten die Venezolaner den 16. Rang und waren damit Letzter. 2002 und 2006 kamen sie auf den 17. Platz. Auch bei den Weltmeisterschaften 2014 und 2018 schieden sie in der Vorrunde aus.

### Olympische Spiele
2008 in Peking nahmen die Venezolaner erstmals am olympischen Turnier teil. In der Vorrunde gewannen sie nur gegen Japan und belegten so den neunten Rang. Als Sieger des südamerikanischen Qualifikationsturniers in Santiago de Chile sicherten sie sich ihren Startplatz für Tokio 2020.

### Südamerikameisterschaft
Die Venezolaner nahmen 1962 erstmals an der Volleyball-Südamerikameisterschaft teil und wurden Dritter. Bei den folgenden beiden Turnieren unterlagen sie den jeweiligen Gastgebern Argentinien und Brasilien erst im Finale. Als das Turnier 1969 erstmals im eigenen Land stattfand, verloren sie ebenfalls im Endspiel gegen Brasilien. Nach dem verpassten Turnier 1971 kehrten sie 1973 auf den dritten Rang zurück. Von 1975 bis 1979 folgten drei Endspiel-Niederlagen gegen Brasilien. Anschließend wurden die Venezolaner zweimal Vierter. 1985 waren sie zum zweiten Mal Gastgeber und erreichten wieder das Finale gegen Brasilien. Danach wurden sie dreimal Dritter, 1993 Vierter und zwei Jahre später wieder Dritter. Bei der dritten Meisterschaft in Venezuela unterlag der Gastgeber 1997 zum dritten Mal Brasilien. Nach zwei dritten Plätzen gab es 2003 die nächste Finalniederlage gegen den Dauerrivalen. Nachdem die Venezolaner viermal den dritten Platz belegt hatten, fehlten sie beim Turnier 2013. Zwei Jahre später wurden sie Vierter. 2017 standen sie wieder im Finale gegen Brasilien. Die Meisterschaft 2019 beendeten sie auf dem vierten Rang.

### World Cup
Venezuela erreichte bei der ersten Teilnahme am World Cup 2003 den achten Rang. 2015 spielte die Mannschaft wieder mit und wurde Elfter.

### Nations League
Bei den bisherigen beiden Ausgaben der Volleyball Nations League war Venezuela 2018 und 2019 nicht beteiligt.

### Weltliga
In der Weltliga belegten die Venezolaner von 2001 bis 2003 jeweils den 13. Platz. 2005 wurden sie Siebter. 2008 und 2009 gab es wieder jeweils einen 13. Rang. Bei den letzten drei Ausgaben des Wettbewerbs waren die Venezolaner in der dritten Division vertreten.